# Vila Amélia
Vila Amélia é um bairro da Zona Central de Nova Friburgo, no Rio de Janeiro. Bairro criado pelo Projeto de Lei 4.488/09, que oficializou os nomes dos bairros de Nova Friburgo do 1º e 6º distritos. O projeto foi sancionado pelo prefeito Heródoto Bento de Mello e tornou-se a Lei Municipal número 3.792/09.
Localiza-se entre o bairro do Suspiro e a Lagoinha e o Vale dos Pinheiros. Em seu perímetro se localizam a 151º Delegacia de Polícia, o renomado Colegio Zélia dos Santos Cortes, o condomínio Bom Pastor, a Fábrica de Filó e a unidade do Sesi-Rio, além do estande de tiro do Tiro de guerra 01-010.
No bairro se encontra também o GRBE Globo de Ouro, famoso bloco de enredo da cidade e ganhador de vários títulos do carnaval Friburguense.